# Влагтведде
Влагтведде (нидерл. Vlagtweddeо файле) — бывшая община на севере Нидерландов, в провинции Гронинген. Население Влагтведде на 31 мая 2009 года составляло 16 238 человек. 1 января 2018 года Влагтведде вместе с общиной Беллингведде была объединена в новую общину Вестерволде.